# Kun-Damu
Kun-Damu ali Kum-Damu je bil kralj (malikum)  prvega Eblaitskega kraljestva,  ki je vladal okoli leta 2400 pr. n. št. Njegovo ime se prevaja kot »Vstani, o, Damu«. Damu je bil verjetno starosemitsko božanstvo, različno od sumerskega Damuja.
Kun-Damu je dokazan v arhivih Eble, nastalih dve generaciji po njegovi vladavini.  Po mnenju Alfonsa Archija je bil sodobnik Saʿumuja Marijskega. Osnova za datiranje njegove vladavine so arhivi Eble, ki  omenjajo poraz Marija v 25. stoletju pr. n. št., za katerega bi lahko bil zaslužen prav Kun-Damu. Po njegovi smrti je bil pobóžen. Njegov kult je v Ebli dokazan še najmanj trideset let po njegovi smrti.